# Абдуллаєв Абдулла Ельмерданович
Абдулла Ельмерданович Абдуллаєв (1913 — 1942) — радянський політичний діяч, депутат Верховної Ради СРСР 1-го скликання (1937-1946), учасник німецько-радянської війни.

## Біографія

### Дитинство
Уродженець села Зідьян (Дагестан). Народився в сім'ї селян. Крім нього в сім'ї було ще двоє дівчаток. Батько помер в 1920 році.

### Навчання
У 1923-1929 роках Абдулла навчався в Зідьянській початковій школі. Далі — на курсах ФЗУ при заводі «Дагестанські Вогні».

### Трудова діяльність
З 1935 року — бригадир комсомольсько-молодіжної бригади колгоспу імені XIII Дагестанської партконференції (Село Зідьян Дербентського району). У 1936 році отримав на ділянці площею 23 га рекордну врожайність твердої пшениці місцевого сорту Сари-бугда — 50,7 ц/га.
У грудні 1936 року виступав з доповіддю про досягнення своєї бригади на сесії секції зернових культур Академії сільськогосподарських наук СРСР. Насіння пшениці сорту Сари-Бугда були прийняті для випробувань на полях Академії. Досвід бригади Абдуллаєва широко поширювався в Дагестані в 1930-х роках.
Був обраний депутатом Верховної Ради СРСР 1-го скликання від Дагестанської АРСР до Ради Національностей в результаті виборів 12 грудня 1937 року в Дербентському окрузі.
У 1938-39 рр. — голова колгоспу «Більшовик» Дербентського району.
У лютому 1939 року обраний членом бюро Дагобкома ВЛКСМ. Вибув зі складу бюро Дагобкома ВЛКСМ у вересні 1939 року.
У 1939 році був направлений на навчання до Всесоюзну академію соцземлеробства в Москву, яку закінчив в 1941 році.
У січні 1941 року з клопотання Наркомзему ДАССР призначений Керуючим Дагестанської контори Госсортфонду Наркомзему ДАССР.

### Військова служба
У червні 1941 року звільнений з посади і зарахований до лав Червоної армії. Загинув на фронті, в 1942 році.